# Alternativa Socialista (Alemania)
Alternativa Socialista (en alemán: Sozialistische Alternative, SAV) es una organización trotskista de Alemania, siendo la sección alemana del Comité por una Internacional de los Trabajadores (CIT).
La SAV se identifica a sí misma como una "organización revolucionaria, socialista en la tradición de Marx, Engels, Lenin, Trotsky, Luxemburgo y Liebknecht", y que "representa la resistencia, la solidaridad y el socialismo".

## Historia
La SAV se originó en 1973. Sus miembros pusieron en práctica el entrismo, uniéndose muchos de ellos al Partido Socialdemócrata de Alemania (SPD) o a su organización juvenil, los Jusos, con el propósito de promocionar una plataforma marxista revolucionaria.
Al igual que muchos grupos de izquierda, el partido esperaba que la desaceleración económica de la década de 1970 pudiera llevar a los trabajadores (especialmente socialdemócratas) a la extrema izquierda. La SAV fue la sección alemana del Comité por una Internacional de los Trabajadores (CIT), que fue dirigido por Ted Grant y los británicos pertenecientes al Militant.
Durante la década de 1980 la membresía de la SAV creció de cincuenta a 250 miembros, según fuentes oficiales. El grupo hizo campaña contra el rearmamento de Alemania, la OTAN y las actividades de las centrales nucleares. La SAV mantuvo una postura contraria al emergente Partido Verde, al cual consideró como un movimiento de la clase media. El grupo también organizó una campaña nacional en apoyo de las huelgas de mineros británicos, y trató de radicalizar a los trabajadores industriales alemanes y a sus sindicatos.
Tras la reunificación alemana en 1990, la SAV participó en el movimiento antifascista, que fue creciendo en respuesta al resurgimiento de la extrema derecha y los grupos neonazis. En octubre de 1992, la SAV y otros afiliados del CIT formaron la Juventud contra el Racismo en Europa (en alemán: Jugend gegen Rassismus in Europa, JRE).
Después de un tiempo, el partido se separó del SPD en 1994, alegando que el partido se había vuelto demasiado burgués y burocrático. Algunos miembros optaron por salir de la SAV y permanecer en el SPD. En mayo de 1994 el grupo se reorganizó como Alternativa Socialista (hasta entonces ocupaba el nombre de Grupo VORAN). En mayo de 2002, el SAV cambió el nombre de su publicación de VORAN a Solidaritat - Sozialistische Zeitung ("Solidaridad: El periódico socialista"). Ayudó a organizar la campaña Jugend gegen Krieg ("Jóvenes contra la Guerra") tras el inicio de la guerra de Irak.
Miembros del SAV se unieron a Trabajo y Justicia Social – La Alternativa Electoral (WASG), participando como parte de este partido en varias elecciones. La miembro de la SAV Lucy Redler formó parte de la lista del WASG en las elecciones estatales de Berlín de 2006. La participación del WASG en esta elección fue polémica, ya que compitió con su aliado, el Partido del Socialismo Democrático (PDS).
En 2007, el WASG y el PDS se fusionaron para formar Die Linke. Muchos de los miembros de la SAV se unieron a la colectividad. En septiembre de 2008 la dirección de la SAV dio instrucciones a sus miembros de unirse al partido. Cuando Redler solicitó el ingreso al mismo, se desató una polémica cuando el miembro de la dirección de este, Klaus Ernst, se opuso a su membresía y a la de varios otros miembros de la SAV anteriormente contrarios a la fusión del WASG con el PDS, ya que habían participado en contra de este último en las elecciones de Berlín. Esta polémica incluso apareció en las páginas de los principales periódicos, como Der Spiegel, Die Welt y el Berliner Morgenpost.
En junio de 2013, Heidrun Dittrich, miembro del Bundestag por Die Linke, se unió a Alternativa Socialista.